# 戈教·洛绒绕吉云登嘉措
戈教·洛绒绕吉云登嘉措（1963年—）藏族，四川甘孜藏族自治州道孚县协德乡人，第四世戈教活佛。

## 生平
戈教·洛绒绕吉云登嘉措是甘孜藏族自治州惠远寺的第四世戈教活佛。惠远寺是一座藏传佛教格鲁派寺院。惠远寺的活佛中，排第一位的是戈教活佛，第二位的是牛麦郎加活佛。
他生于道孚县协德乡下村仁达卡巴家，父亲名叫朗巴登，母亲名叫四朗翁姆。8岁时，上协德小学。初中毕业后，考入四川省藏文学校。1988年毕业后，被分配到甘孜藏族自治州文化局藏族博物馆工作，2004年调任甘孜藏族自治州政协副秘书长。
1992年5月26日，甘孜藏族自治州人民政府根据惠远寺民主管理委员会的申请报告以及居里·却吉降措活佛的寻访及认定书，核批他为第三世戈教活佛的转世灵童。第四世戈教活佛也是中华人民共和国成立以来首位由人民政府核批的转世活佛。1992年8月1日，在惠远寺大殿举行了坐床典礼，该转世灵童正式成为第四世戈教活佛。随后，他拜居里·却吉降措活佛为师。
1995年至1997年，戈教·洛绒绕吉云登嘉措在中国藏语系高级佛学院学习，是在职大专学历。后来出任惠远寺民主管理委员会主任，甘孜藏族自治州政协委员、常委，四川省政协委员，四川省青年联合会委员，甘孜藏族自治州青年联合会常委，甘孜藏族自治州佛教协会副秘书长、常务副会长，四川省佛教协会常务理事，中国佛教协会理事等职。